# Nationales Museum für Wissenschaft (Thailand)

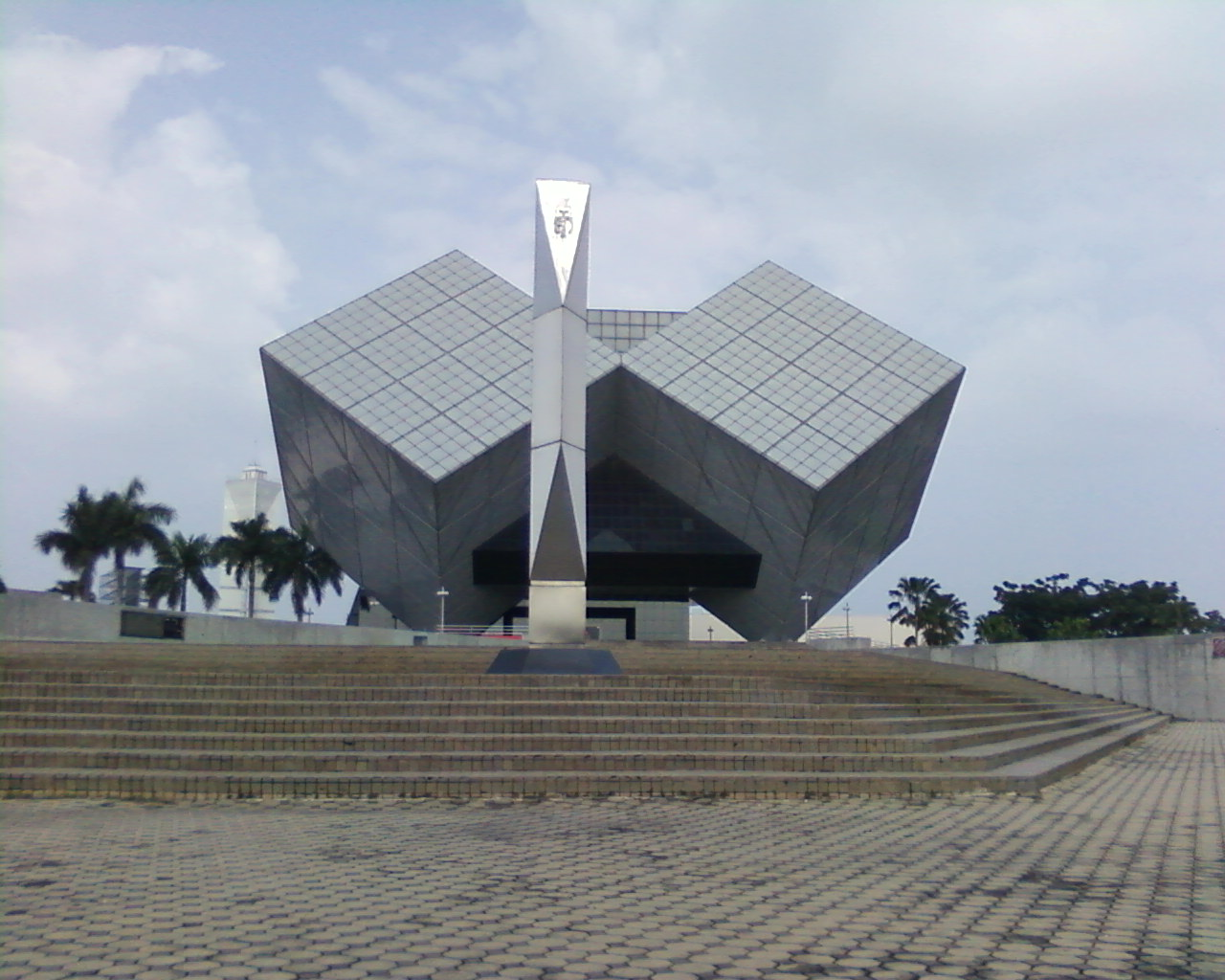
Nationales Museum für Wissenschaft

Das Nationale Museum für Wissenschaft (thailändisch พิพิธภัณฑ์วิทยาศาสตร์แห่งชาต, englisch National Science Museum) ist ein den Naturwissenschaften gewidmetes Museum in der Amphoe Khlong Luang, Provinz Pathum Thani, Thailand.
Das Museum wurde im Jahr 2000 eröffnet, um den 60. Geburtstag von Königin Sirikit zu feiern. Es heißt deshalb auch „Königin-Sirikit-die-Große-Museum für Wissenschaft“. Das Museum steht unter der Verwaltung des Ministeriums für Wissenschaft und Technologie. 
Neben den üblichen wissenschaftlich orientierten Objekten werden im 6. Stock traditionelle Techniken, wie zum Beispiel Töpferei, Schnitzen, Korbflechten und Metallurgie, gezeigt. Im 4. Stock finden sich Darstellungen, wie die Geographie das Volk der Thai geformt hat.